# Jim Siedow
Jim Nash Siedow (Cheyenne, 12 de junho de 1920 - Houston, 20 de novembro de 2003) foi um ator norte-americano, mais conhecido pelo seu papel no filme The Texas Chain Saw Massacre (1974).

## Vida e carreira
Começou a atuar no liceu, mais tarde mudou-se para Nova Iorque, onde começou a fazer teatro. Durante a Segunda Guerra Mundial serviu ao USAAC e depois da guerra mudou-se para Chicago, onde trabalhou numa estação de rádio. Em setembro de 1946 conhece e casa-se com a atriz Ruth Siedow, sua esposa até à data de sua morte. Tiveram dois filhos e uma filha.
Mudaram-se para Houston, Texas logo depois do casamento, fundando uma das primeiras companhias de teatro na comunidade local de Houston. Siedow dirigiu a peça Who's Afraid of Virginia Woolf? de Edward Albee e em 1971 atuou em seu primeiro filme, o obscuro The Windsplitter, interpretando um personagem chamado Mr. Smith. Em 1974 apareceu no filme que o tornaria conhecido, The Texas Chain Saw Massacre, no papel de Drayton Sawyer, "O Cozinheiro" da depravada família de Leatherface.
Seus outros papéis no cinema foram o de Howard Ives no filme de TV Red Alert (1977), um papel não nomeado em Hotwire (1980), e, novamente, Drayton Sawyer em The Texas Chainsaw Massacre 2 (1986), a sequência de The Texas Chain Saw Massacre.
O ator também abriu uma loja de tapetes no Texas.

## Morte
Siedow morreu em 2003, aos 83 anos de idade, por complicações de um enfisema.

## Filmografia
| Ano  | Filme                                      | Papel                          | Notas                                     |
| ---- | ------------------------------------------ | ------------------------------ | ----------------------------------------- |
| 1962 | Who's Afraid of Virginia Woolf?            |                                | Diretor                                   |
| 1971 | The Windsplitter                           | Mr. Smith                      |                                           |
| 1974 | The Texas Chain Saw Massacre               | Drayton Sawyer, o Cozinheiro   |                                           |
| 1977 | Red Alert                                  | Howard Ives                    |                                           |
| 1980 | Hotwire                                    |                                |                                           |
| 1986 | The Texas Chainsaw Massacre 2              | Drayton Sawyer, o Cozinheiro   |                                           |
| 1987 | Amazing Stories                            | Totzke                         | episódio 1 (última aparição na televisão) |
| 1988 | Texas Chainsaw Massacre: A Family Portrait | Ele mesmo                      | Documentário                              |
| 2000 | The American Nightmare                     | Ele mesmo (imagens de arquivo) | Documentário                              |
| 2006 | Flesh Wounds: Seven Stories of the Saw     | Ele mesmo                      | Documentário                              |
| 2007 | The Fearmakers Collection                  | Ele mesmo                      |                                           |
| 2009 | Cinemassacre's Monster Madness             | Drayton Sawyer, o Cozinheiro   | Série de TV documental                    |
| 2012 | Moxina                                     | Ele mesmo (imagens de arquivo) | Curta-metragem                            |